# Klinefelterův syndrom
Klinefelterův syndrom (XXY) je genetická porucha způsobená chromozomální aneuploidií. Tedy, postižený mužský jedinec má místo jednoho chromozómu X tyto chromozómy dva a jeden Y. Tento syndrom je pojmenován po endokrinologovi rakouského původu pracujícím v Bostonu, Harrym Klinefelterovi, který jej roku 1942 poprvé jako vedoucí studie popsal v Journal of Clinical Endocrinology.
Hlavním dopadem je narušení vývoje varlat a poruchy plodnosti, spolu s dalšími rysy psychických a fyzických změn. Ovšem i takto chromozomálně vybavení jedinci mohou být zcela bez příznaků (vč. plodnosti, je-li příčinou genetická mozaika).
75 % mužů s XXY neví o své „nemoci“, často je syndrom diagnostikován až v souvislosti s touhou založit rodinu, případně naopak při prenatálním vyšetření.[zdroj?]
Jedná se o druhou nejčastější extrachromozomální poruchu, postiženi jsou jeden narozený chlapec na 1000. Zároveň jen 90 % všech nemocných s příznaky Klinefelterova syndromu má opravdu chromozomy XXY.

## Příznaky
Drtivá většina mužů je sterilní, ačkoli existuje někdy možnost pomoci díky asistované reprodukci. U dospělých jsou charakteristiky onemocnění široké a variabilní, od žádných přes kulatý typ postavy (nelze ovšem použít jako identifikaci onemocnění!), po určitý stupeň gynekomastie.
Dále se vyskytuje hypogonadismus, tedy snížená endokrinní funkce varlat a z ní vyplývající poruchy plodnosti (aleidygismus). Pacienti mají často nízké hodnoty testosteronu, ale vysoké hodnoty hormonu stimulujícího folikuly (FSH) a luteinizačního hormonu (LH). Často tito muži mají mikroorchidismus (varlata menší než je norma).
Před pubertou jsou příznaky nespecifické jako opožděný vývoj řeči, poruchy pozornosti nebo chování, poruchy učení.
Zároveň je zvýšené riziko nádoru ze zárodečných buněk, rakoviny prsu, osteoporózy.

## Léčba
S kvalitní léčbou mohou muži s touto genetickou odchylkou vést plnohodnotný život, jako zdraví jedinci. Dnešní možnosti terapie neumožňují chorobu vyléčit, ale léčit ji, že jsou jedinci téměř bez příznaků.
Náhrada testosteronu je hlavní léčba, dále je možné podle symptomů hledat terapii pro poruchy učení nebo řeči, případně chování.
Léčba začíná kolem 11.–12. roku věku, změří se hladina testosteronu v krvi – u XXY chlapců je často snížená. Pokud je opravdu nízká, dostane chlapec pravidelnou dávku testosteronu – buď injekčně, nebo přes kůži či formou gelu.
Efekt testosteronu:
- Zvýší se ochlupení těla, hl. tváře, podpaží a pubické ochlupení.
- Zvýší se vývoj svalů.
- Zvýší se libido
- Prevence osteoporózy.
- Nedojde ke zvětšení prsou.
- Velký význam má sociální efekt u chlapců – „zmužní“ a lépe zapadají mezi vrstevníky, zvýší se jim sebevědomí a lépe fungují v interpersonálních vztazích, což je stejně důležité jako případný fyzický dopad léčby.

Možné vedlejší efekty jsou vzácné, např. zhoršení akné, poněkud rapidní sexuální vývoj, zhoršená agresivita – je nutné pečlivé monitorování těchto efektů.

## Další terapie
- Vzdělávací asistence ohledně učení jazyka, logopedie
- Náhrada testosteronu je obvykle celoživotní, obvykle nepomáhá s neplodností – pokud muž chce založit rodinu, je doporučeno obrátit se na specializovaná pracoviště asistované reprodukce
- Pravidelné lékařské prohlídky